# Belgisk hyrdehund
En belgisk hyrdehund (Berger Belge) er en hunderace, der, som navnet antyder, stammer fra Belgien. Det er oprindeligt en hyrdehund, men den bliver i dag også anvendt som brugshund. Anvendelserne af denne race er meget vidtspændende og omfatter sportsgrenen agility, sporhundearbejde, forsvarsarbejde, lydighedsarbejde, og redningsopgaver. En del belgiske hyrdehunde bliver også udstillet, men først og fremmest bliver hundene holdt som familiehunde.
I slutningen af 1800-tallet fandtes i Belgien en mængde forskellige hyrde- og kvæghunde. I 1891 satte professor A. Reul sig for at forsøge at danne en race ud fra dette blandede materiale af hunde. Dette medførte oprettelsen af "Club du Chien Berger Belge" og herefter fastlæggelse af standarden for den belgiske hyrdehund.
Belgisk hyrdehund er middelkraftig af bygning, harmonisk proportioneret og forener elegance med kraft. Den er middelstor, med tør og kraftig muskulatur, kvadratisk og hårdfør. Den er en vågen og aktiv hund med meget vitalitet og er altid klar til aktion. Dens medfødte instinkter som hyrdehund er forenet med den bedste vagthunds egenskaber som vogter af hus og hjem.
Den ønskelige højde for hanner er 62 cm (60-66 cm tilladt) og for tæver 58 cm (56-62 cm tilladt). Vægten er for hanner 25-30 kg og for tæver 20-25 kg.

## Varianterne
Racen findes i 4 forskellige varianter:  (på fransk)
- Groenendael
- Laekenois
- Malinois
- Tervueren

## Pleje & ernæring
Som udgangspunkt er plejen, i modsætning til denne iltre hunds store motionsbehov, generelt ikke det store problem. Malinois og Laekonois bør børstes en gang om ugen, mens de to langhårede varianter, Groenendael og Tervueren, har brug for at blive børstet flere gange om ugen. Især under pelsskift er det vigtigt, også selvom pelsen generelt ikke har tendens til at blive filtret. Udfordringen ligger i at få din hund til at sidde stille under proceduren - med tilvænning fra tidlig alder kan det dog sagtens lade sig gøre.
Ved ernæringen bør du selvfølgelig altid have alder, miljø og aktivitetsniveau in mente, men en tommelfingerregel ligge på, at foder til voksne hunde bør indeholde 70-80% kød. Yderligere er det vigtigt, at foderet indeholder frugt & grønt, så hunden får nok med næringsstoffer, selvom du bør undgå for sød frugt. For at forebygge allergier, kan du også servere mere eksotisk kød såsom struds, kænguru eller vandbøffel.
- Wikimedia Commons har flere filer relateret til Belgisk hyrdehund

| Dyr | Spire Denne artikel om dyr er en spire som bør udbygges. Du er velkommen til at hjælpe Wikipedia ved at udvide den. |